# Paris-Roubaix 1914
La 19e édition de la course cycliste Paris-Roubaix a eu lieu le 12 avril 1914 et a été remportée par le Français régional de l'étape, Charles Crupelandt.

## Histoire

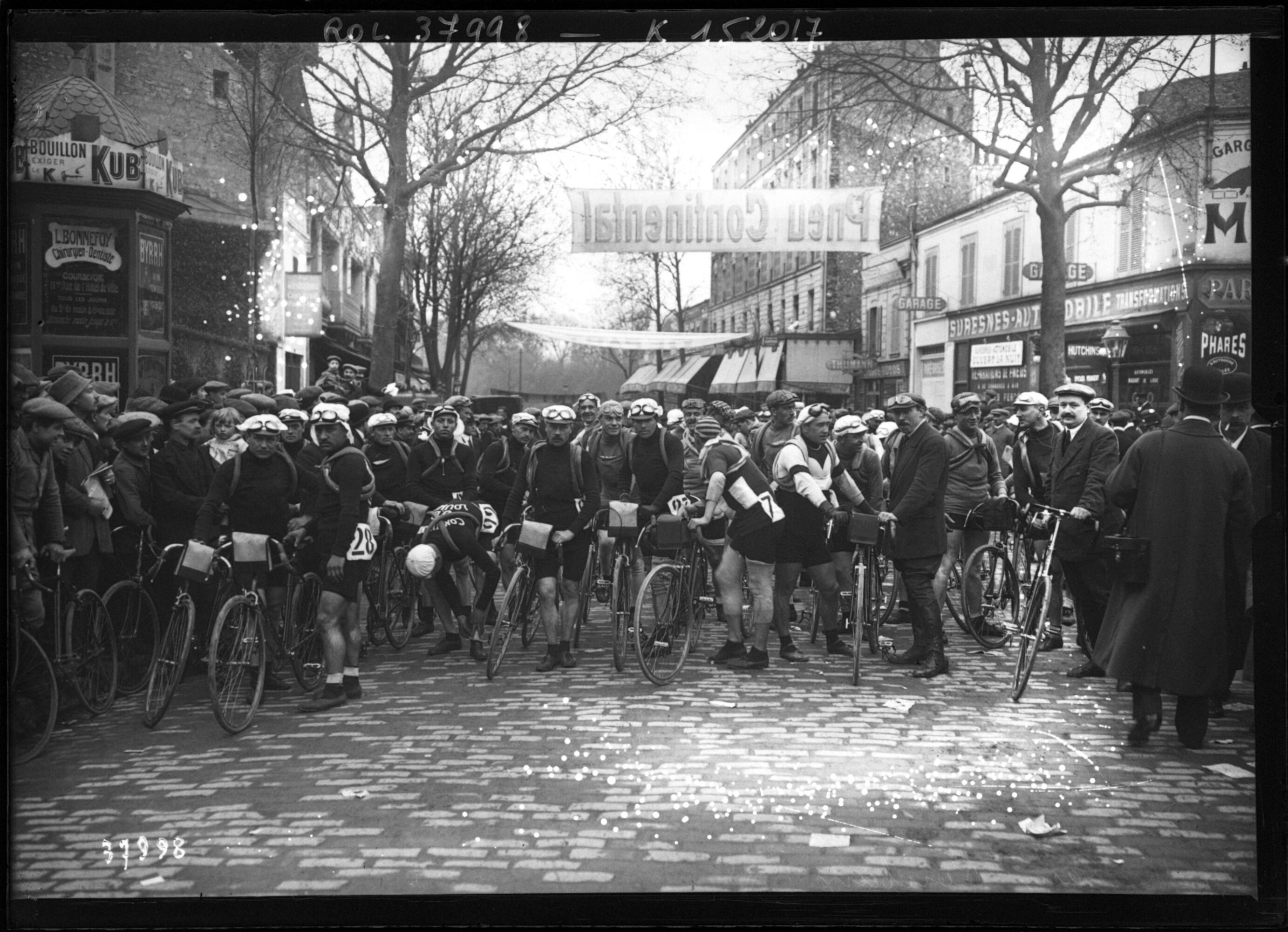
Départ à Suresnes.

La course se déroule par beau temps sur 274 kilomètres avec un départ de Suresnes. Sur les 153 coureurs au départ, 79 ont terminé la course. Seulement les temps des sept premiers est connu, alors qu'ils ont atteint ensemble le Vélodrome roubaisien. Le vainqueur Charles Crupelandt termine la course à une vitesse moyenne de 30,30 km/h. 
Il a fallu beaucoup de temps pour que ce peloton diminue. À Arras, après environ 210 kilomètres, il y a encore 50 coureurs ensemble, et à dix kilomètres de la ligne d'arrivée, il y a encore 21 coureurs devant. Sept d'entre eux se sont présentés pour la victoire sur le vélodrome, où le héros local Crupelandt remporte la course pour la deuxième fois après 1912. Quatrième, Oscar Egg est le premier Suisse de l'histoire à se classer dans le top dix de la course.

## Classement final
|    | Cycliste             | Équipe         | Temps            |
| -- | -------------------- | -------------- | ---------------- |
| 1  | Charles Crupelandt   | La Française   | en 9 h 2 min 0 s |
| 2  | Louis Luguet         | Automoto       | + 0 s            |
| 3  | Louis Mottiat        | Alcyon         | + 0 s            |
| 4  | Oscar Egg            | Peugeot-Wolber | + 0 s            |
| 5  | Jean Rossius         | Alcyon         | + 0 s            |
| 6  | Cyrille van Hauwaert | La Française   | + 0 s            |
| 7  | Pierre Van De Velde  | -              | + 0 s            |
| 8  | Dieudonné Gauthy     | Alcyon         | inconnu          |
| 9  | Émile Aerts          | -              | inconnu          |
| 10 | Émile Georget        | Peugeot-Wolber | inconnu          |